# Беспалько, Фёдор Власович
Фёдор Власович Беспалько (8 февраля 1901, Севастополь, Таврическая губерния, Российская империя — 21 июня 1943) — советский партийный деятель, первый секретарь Сахалинского обкома ВКП(б) (1938).

## Биография
Родился в Севастополе в семье рабочего-слесаря. Русский. В 1914 г. окончил четыре класса земской школы в Севастополе, а в 1917 г. три класса портовой ремесленной школы. Участвовал в Гражданской войне в России: в январе-апреле 1918 г. красногвардеец 1-го Одесского советского полка Красной гвардии в Крыму. С апреля 1918 г. в Рабоче-крестьянской Красной армии красноармеец 43-го Украинского советского полка Южного фронта. С марта 1919 г. красноармеец отряда особого назначения 58-й стрелковой дивизии. С июня 1920 г. красноармеец военного продовольственного снабжения 34-й стрелковой дивизии. В июне 1922 г. — январе 1923 г. курсант военно-политических курсов 2-й бригады этой же дивизии в Кутаиси. После окончания курсов демобилизован и работал на Севастопольском морском заводе: с января 1923 г. слесарем, с апреля 1927 г. ответственным секретарь завкома металлистов, с апреля 1928 г. вновь слесарем. В сентябре 1924 г. вступил в РКП(б). С декабря 1929 г. секретарь партколлектива кустового объединения колхозов пристани Бакал Евпаторийского района Крымской АССР. С декабря 1930 г. заведующий организационного отдела Фрайдорфского райкома ВКП(б) Крымской АССР. С мая 1931 г. секретарь парткома совхоза «Тамак» Сейтлерского района Крымской АССР. С сентября 1932 г. секретарь парткома Феодосийского зерносовхоза Сейтлерского района. С января 1933 г. по январь 1934 г. студент 1 курса Коммунистического университета им. Я. М. Свердлова в Москве, после окончания которого начальник политического отдела совхоза им. К. Е. Ворошилова в с. Дегтяные Борки Ухоловского района Московской области. С сентября 1936 г. по февраль 1938 г. слушатель Всесоюзной академии пищевой промышленности им. И. В. Сталина Народного комиссариата пищевой промышленности СССР в Москве. С марта 1938 г. исполняющий обязанности 1-го секретаря Сахалинского обкома ВКП(б), а с мая утвержден в должности. Решением бюро Дальне-Восточного крайкома ВКП(б) 29 июня 1938 г. снят с работы. Арестован 5 июля 1938 г., в тот же день решением бюро Сахалинского обкома ВКП(б) исключен из ВКП(б) «в связи с арестом». По другим данным, арестован 25 июня 1938 г. Управление государственной безопасности Управления народного комиссариата внутренних дел Дальневосточного края. Обвинялся по статьям 58-1 а, 58-7, 58-8, 58-11 УК РСФСР. Дело прекращено 21 июля 1939 г. Освобожден из-под ареста 26 июля 1939 г. 3 августа 1939 решением Хабаровского крайкома ВКП(б) восстановлен в ВКП(б). В 1939-1941 г. работал в Хабаровске. До января 1940 г. заведующий совхозным сектором Оргкомитета Президиума Верховного Совета РСФСР по Хабаровскому краю, в январе-марте 1940 г. заведующий Хабаровским краевым переселенческим отделом. Участник Великой Отечественной войны. В 1941 г. призван в РККА Малоярославецким районным военкоматом Московской области. В 1943 красноармеец 1244-го стрелкового полка 374-й стрелковой дивизии Волховском фронте ранен в бою в Мгинском районе Ленинградской области. Скончался от ран в 345-м медсанбате 21 июня 1943 г. Похоронен в 300 метрах южнее церкви на кладбище с. Поляны Ленинградской области.

## Награды и звания
Орден «Знак Почета» — 22.02.1936 «давших менее 60 пудов, но не ниже 50 пудов живого веса приплода, или давших 22 деловых поросят на одну свиноматку за 1935 год»